# Comtat de Cambrai
El comtat de Cambrai fou una jurisdicció feudal del regne dels Francs centrada a Cambrai. Els francesos l'anomenen Cambrésis.
No consten comtes privatius al pagus. El 843 el tractat de Verdun va situar el territori al regne de Lotari I. El 925 va ser agregat al Sacre Imperi Romanogermànic i l'emperador Otó I, per un diploma, en ca concedir el títol comtal i poder temporal sobre la ciutat i altres territoris al bisbe de Cambrai el 30 d'abril del 948. El 1007 el bisbe va rebre íntegrament el comtat de Cambresis formant un únic principat eclesiàstic amb Cambrai.
El pagus depenia de Flandes. El comte Balduí I de Flandes Bras de Ferro l'hauria llegat amb títol comtal al seu fill Rodolf o Raül; aquest va donar suport al seu germà Balduí II de Flandes en l'elecció de Eudes com a rei de França el 888, però després s'hi van enfrontar el 892 per l'elecció d'abat a l'abadia de Saint-Bertin; va donar suport al seu germà en l'atac al comtat de Vermandois i va conquerir Arràs, Saint-Quentin i Péronne, però el 17 de juny del 896 fou derrotat i mort per Heribert I de Vermandois. Se suposa que va transmetre el comtat al seu fill Balduí Balza que va viure més de 80 anys, ja que consta amb títol comtal, però posteriorment apareix un comte de nom Isaac d'origen desconegut (podria haver estat casat amb una filla de Rofdolf), que no se sap quan fou nomenat, si bé hauria estat abans del 908 quan el rei LLuís en una donació el va consultar el que suggereix que fou el rei alemany el que l'havia instal·lat quan encara el comtat era dins a Lotaríngia. El comte Isaac apareix intercedint per l'església de Cambrai davant Carles III el Simple el 22 de maig de 916 i apareix altre cop en una carta de l'11 de setembre del 918; un Isaac esmentat en una carta el 7 de novembre de 921 és també probablement el mateix i era representant d'Enric I d'Alemanya. El 939 és esmentat oferint la corona a Lluís IV de França; el 8 de juliol del 941 signava una carta restaurant propietat al monestir de Saint-Pierre de Gant; la Vita S. Humberti Maricolensis esmenta Isaac com a comte en una referència del 946. Hauria mort el 947 o almenys abans del 30 d'abril del 948 quan l'emperador Otó va donar la ciutat de Cambrai i l'abadia de Saint-Géry al bisbe de Cambrai, cosa que no hauria fet si el comte hagués estat viu, almenys sense estar aquest present. El seu fill Arnul ja no portà el títol de comte de Cambrai, ni tampoc Raül (+982), fill de Balduí Balza (+976). Arnold I (+967) fill d'Isaac, hauria exercit encara drets comtals a Cambrai i després el seu fill Arnold II comte de Valenciennes (+1012). El 1007 els drets i regalies del territori del Cambresis foren concedides als bisbes.
El comtat fou administrat en endavant pels bisbes. Vegeu Bisbat de Cambrai

## Llista de comtes
- Raül de Cambrai 879-896
- Balduí Balza 896- vers 908
- Isaac 908-948
- Arnold 948-967
- Arnold II 967-1007